# Parti paysan démocratique d'Allemagne
Pour les articles homonymes, voir DBD.
Le Parti paysan démocratique d'Allemagne (Demokratische Bauernpartei Deutschlands, DBD) est un ancien parti politique est-allemand fondé en 1948 et dissous en 1990.
Créé par le régime communiste pour concurrencer le LDPD et la CDU est-allemande dans le monde rural, le DBD est essentiellement animé par de fidèles militants communistes. Comme les autres partis alliés au SED au sein du Front national, organisation regroupant tous les partis politiques autorisés dans le pays, le DBD bénéficie de 52 sièges bloqués à la Chambre du peuple dont les membres sont élus sur une liste unique dominée par les communistes et leurs organisations satellites.
Proche du Parti paysan unifié de Pologne et de l'Union nationale agraire bulgare, qui jouent des rôles comparables dans leurs pays respectifs, le DBD compte des ministres dans tous les gouvernements de la RDA, à l'exception du dernier. Après la chute du mur de Berlin et avant la réunification allemande, le DBD n'obtient que 2,2 % des voix et neuf sièges de députés lors des premières élections libres en mars 1990. Il fusionne alors avec la CDU.

## Présidents
| Photo | Nom                          | Début du mandat | Fin du mandat |
| ----- | ---------------------------- | --------------- | ------------- |
|       | Ernst Goldenbaum (1898–1990) | 1948            | 1982          |
|       | Ernst Mecklenburg (1927-)    | 1982            | 1987          |
|       | Günther Maleuda (1931-2012)  | 1987            | 1990          |
|       | Ulrich Junghanns (1956-)     | 1990            | 1990          |

## Résultats

### Élections à la Volkskammer
| Élection | Voix                         | %                            | Sièges   | +/–    |
| -------- | ---------------------------- | ---------------------------- | -------- | ------ |
| 1949     | au sein du Bloc démocratique | au sein du Bloc démocratique | 15 / 330 | –      |
| 1950     | au sein du Front national    | au sein du Front national    | 30 / 400 | 15     |
| 1954     | au sein du Front national    | au sein du Front national    | 45 / 466 | 15     |
| 1958     | au sein du Front national    | au sein du Front national    | 45 / 466 | Stable |
| 1963     | au sein du Front national    | au sein du Front national    | 45 / 434 | Stable |
| 1967     | au sein du Front national    | au sein du Front national    | 45 / 434 | Stable |
| 1971     | au sein du Front national    | au sein du Front national    | 45 / 434 | Stable |
| 1976     | au sein du Front national    | au sein du Front national    | 45 / 434 | Stable |
| 1981     | au sein du Front national    | au sein du Front national    | 52 / 500 | 7      |
| 1986     | au sein du Front national    | au sein du Front national    | 52 / 500 | Stable |
| 1990     | 251,226                      | 2.2%                         | 9 / 400  | 43     |